# Eva-Maria Westbroek

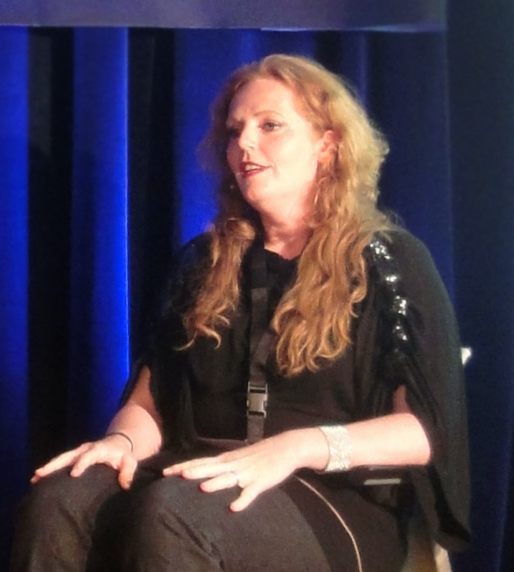
Eva-Maria Westbroek

Eva-Maria Westbroek (* 26. April 1970 in Belfast) ist eine niederländische Opernsängerin (Sopran).

## Leben
Ihr Vater ist der bekannte emeritierte Geologieprofessor Peter Westbroek, der an der Universität Leiden lehrte. Sie studierte Gesang am Konservatorium in Den Haag und vertiefte ihre Ausbildung durch Meisterkurse bei dem amerikanischen Tenor James McCray. Ihr Debüt gab die Sopranistin beim Aldeburgh Festival als Mére Marie in Francis Poulencs Oper Gespräche der Karmelitinnen. Es folgten Gastengagements in Novi Sad, Skopje, Riga, Coburg und am Teatro Manzoni in Rom sowie an der Komischen Oper Berlin. An letztgenannter Bühne sang sie u. a. die Elisabeth in Don Carlos und die Chrysothemis in Elektra.
Von 2001 bis 2006 war Eva-Maria Westbroek festes Ensemblemitglied der Staatsoper Stuttgart. Dort sang sie die Titelrolle in Tosca, die Carlotta in Die Gezeichneten, die Desdemona in Verdis Otello, die Donna Anna in Don Giovanni, die Marie in Die verkaufte Braut und die Giulietta in Hoffmanns Erzählungen. Im August 2006 wurde die Künstlerin zur Kammersängerin der Staatsoper Stuttgart ernannt.
Während ihrer Stuttgarter Zeit führten Gastspielreisen die Sopranistin u. a. an die Opernhäuser von Paris, Amsterdam, London, Dresden und Salzburg. 2008 debütierte sie in Bayreuth als Sieglinde in Die Walküre und als Hanna Glawari in Die lustige Witwe in Mailand. An der Staatsoper München sang sie im Frühjahr 2009 die Titelrolle in Jenůfa von Leoš Janáček. An der Wiener Staatsoper singt sie seit September 2010 die Leonore in Verdis La forza del destino von Giuseppe Verdi. Seit Februar 2011 gibt sie die Hauptrolle als Anna Nicole Smith in der Oper Anna Nicole des britischen Komponisten Mark-Anthony Turnage im Londoner Royal Opera House im Covent Garden, die von den Kritikern begeistert aufgenommen wurde.
Die Künstlerin ist mit dem Tenor Frank van Aken verheiratet.

## Auszeichnungen (Auswahl)
- 2008 Antonio Livo Preis[1]
- 2010 Deutscher Theaterpreis Der Faust in der Kategorie Sängerdarstellerin/Sängerdarsteller Musiktheater